# Seagrave Fire Apparatus

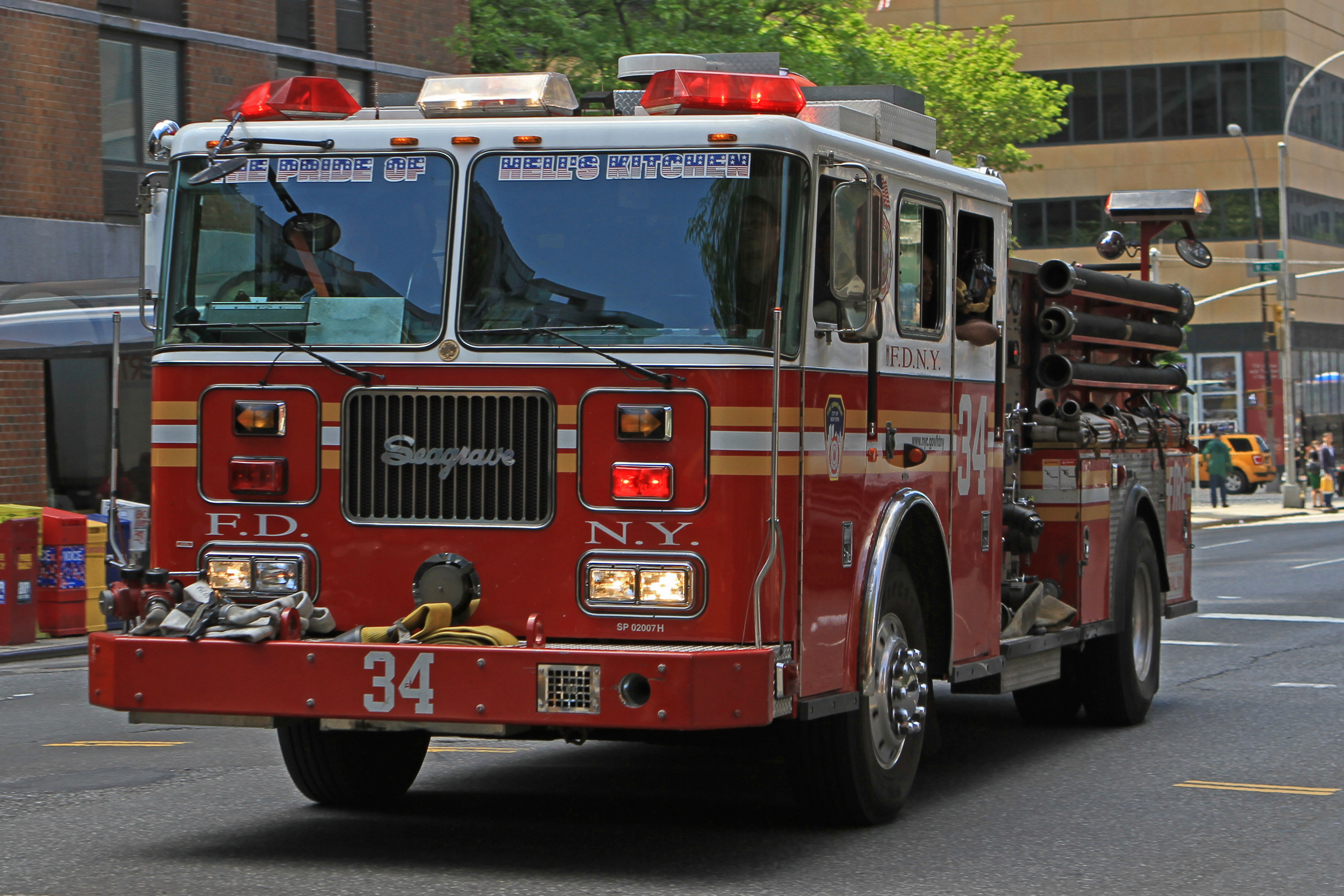
Seagrave Engine des FDNY

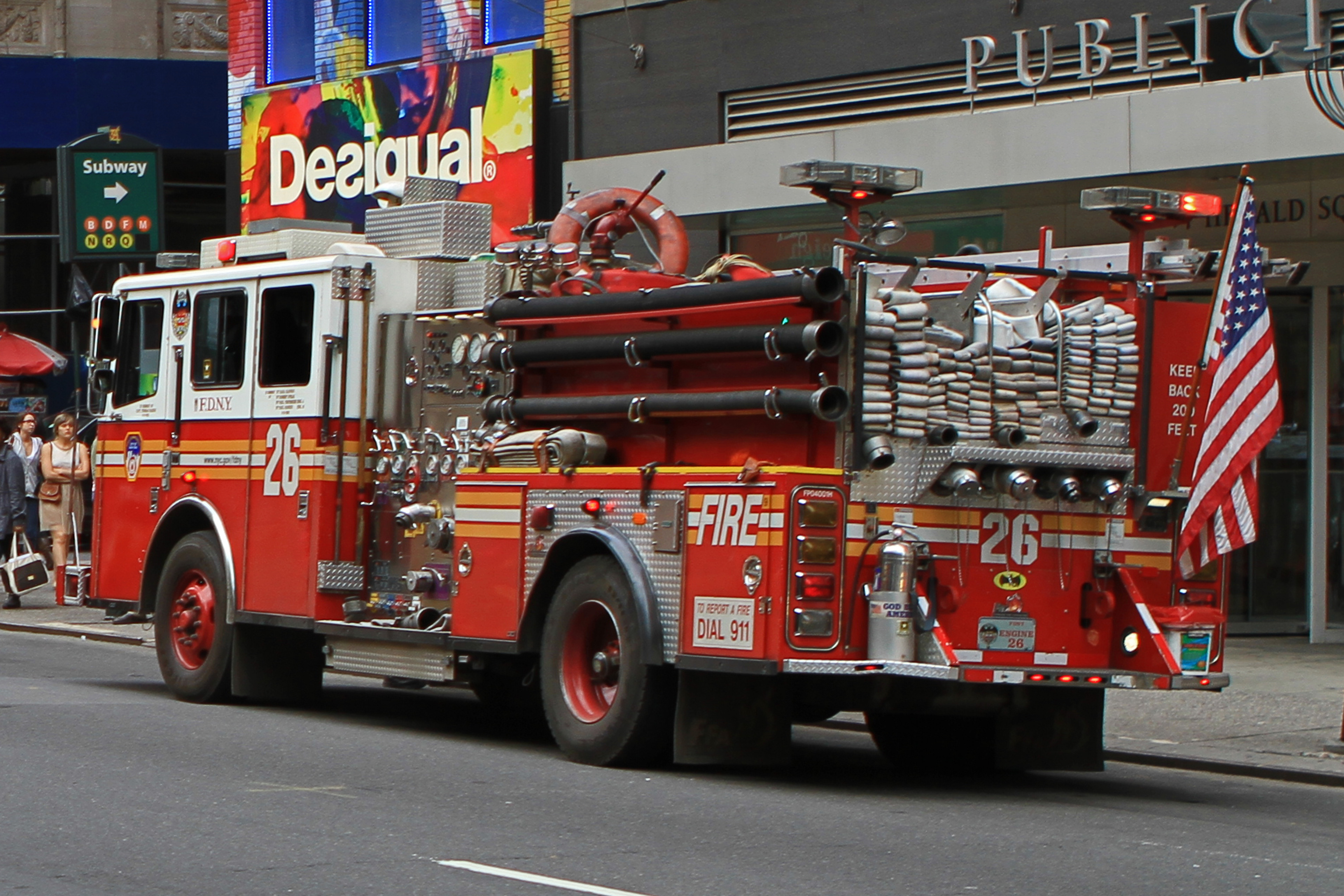
Seagrave Engine des FDNY

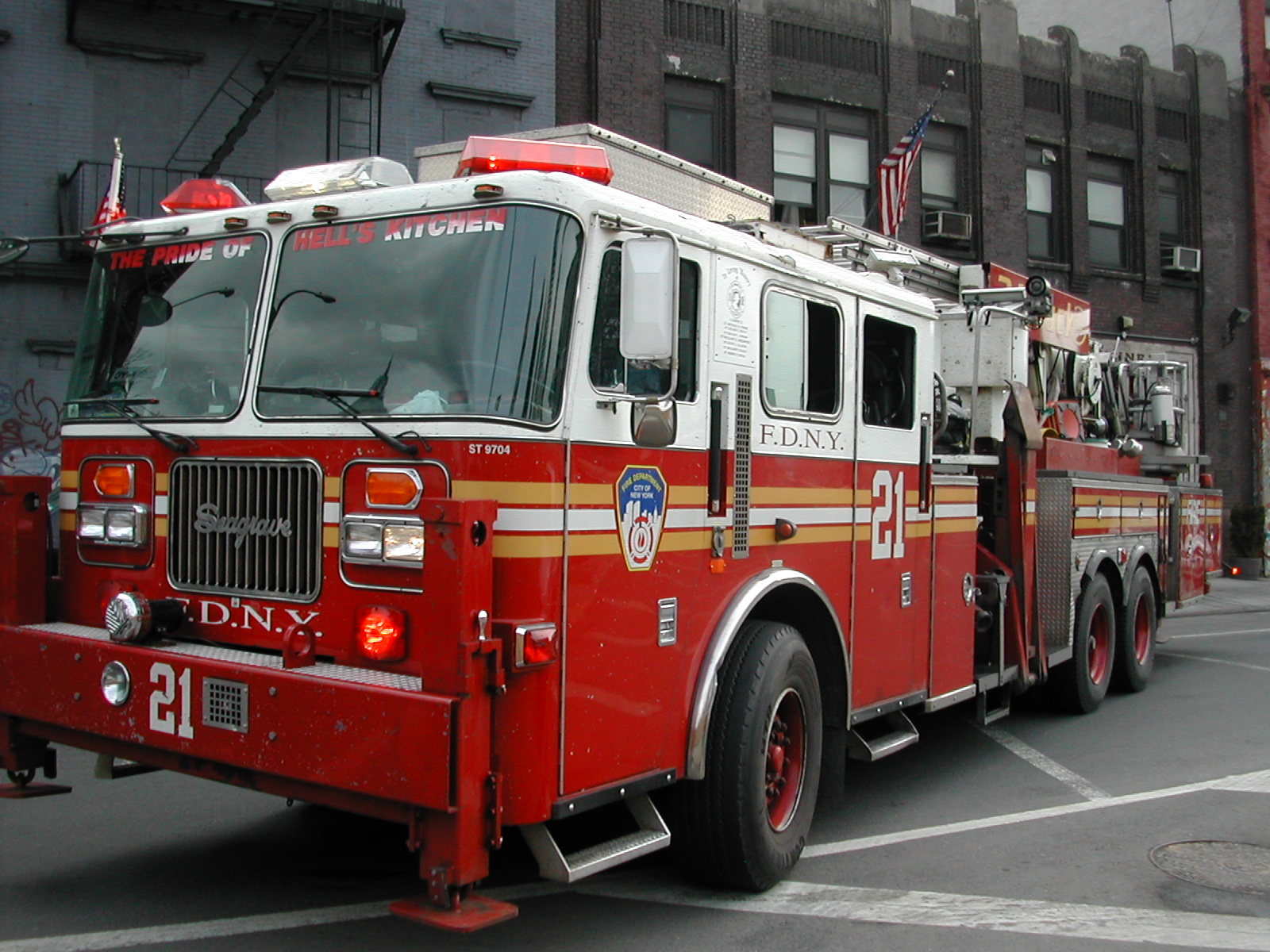
Seagrave-Drehleiter in New York City

Die Seagrave Fire Apparatus LLC ist ein US-amerikanischer Hersteller von Feuerwehrfahrzeugen, der sich auf Pump- und Rettungsfahrzeuge und auf Drehleitern spezialisiert hat. Neben der Fertigung von Neufahrzeugen restauriert, repariert und verbessert die Firma ältere Seagrave-Feuerwehrfahrzeuge. Auch überholt sie Ausrüstung nach den Richtlinien der National Fire Protection Association. Seagrave Fire Apparatus ist Hauptlieferant des New York City Fire Department und des Los Angeles Fire Department.

## Unternehmensgeschichte
Das Unternehmen wurde 1881 in Detroit, Michigan von Frederic Seagrave gegründet und zog 1891 nach Columbus, Ohio um. 1919 änderte sich die Firmierung von Seagrave Company auf Seagrave Corporation. 1963 wurde die Firma von der Four Wheel Drive Auto Corporation aufgekauft, umbenannt und die Hauptverwaltung nach Clintonville, Wisconsin verlegt.
Randolph Lenz, Vorstandsvorsitzender der Muttergesellschaft von Four Wheel Drive, der Corsta Corporation, wurde in einen Fall der Federal Deposit Insurance Corporation (US-amerikanischer Einlagensicherungsfonds) verwickelt und 2003 wurden die gesamten Werte von Four Wheel Drive, die Four Wheel Drive Corporation, Seagrave, Baker Aerialscope und Almonte Fire Trucks, an eine Investmentgruppe verkauft, der das ehemalige Vorstandsmitglied von American LaFrance, James Hebe, vorsteht. Heute ist Seagrave das wichtigste Unternehmen der ELB Capital Management-Gruppe.
Seagrave betreibt in den Vereinigten Staaten die Werke in Clintonville und Rock Hill, South Carolina, ist offizielle Verkaufsstelle der General Services Administration und versorgt die US-Bundesbehörden mit Feuerlöscheinrichtungen.

## Niederlassung in Kanada
Um 1900 eröffnete das Unternehmen ein Werk in Kanada und bot bis 1936 gelegentlich ihre ganze Palette an Feuerwehrfahrzeugen an. Nach einer Allianz mit dem bekannten kanadischen Hersteller von Feuerwehrfahrzeugen, R. S. Bickle & Co. wurden „kanadisierte“ Versionen US-amerikanischer Seagrave-Fahrzeuge im Bickle-Werk in Woodstock, Ontario gebaut und unter dem Namen Bickle-Seagrave verkauft. Nach etlichen Eigentümerwechseln und einer Schließung 1956 machte die Bickle-Nachfolgefirma, die King-Seagrave Ltd., mit Fertigung von Seagrave-Feuerwehrfahrzeugen in großem Umfang bis 1973 weiter. Zu diesem Zeitpunkt beschloss die Four Wheel Drive Corporation, die Lizenzvereinbarungen nicht zu verlängern. King stellte noch bis 1985 Feuerwehrfahrzeuge auf Nutzfahrzeugfahrgestellen her. Heute hat Seagrave ihr kanadisches Werk in Carleton Place, Ontario.
Eine andere Quelle gibt an, dass zwischen 1910 und 1918 in Windsor sowie zwischen 1930 und 1936 in Woodstock Feuerwehrfahrzeuge gefertigt wurden.

## Nutzfahrzeuge
Die ersten Modelle hatten luftgekühlte Vierzylindermotoren. 1911 kamen Wasserkühlung und Sechszylindermotoren dazu. Erst 1922 wurde der Kettenantrieb aufgegeben. Ab 1923 sind Sechszylindermotoren von der Continental Motors Company überliefert. 1932 erschien ein V12-Motor mit 240 PS und 1935 ein kleinerer V12-Motor, der auf einem Entwurf von Pierce-Arrow basierte. Ab 1962 waren Motoren von Waukesha Engines und Hall-Scott erhältlich.

## Pkw
1914 entstanden einige Personenkraftwagen. Ein Modell hatte einen Vierzylindermotor, der mit 28/30 PS angegeben war. Daneben gab es ein Modell mit einem Sechszylindermotor. Er war mit 40/45 PS angegeben. Beide hatten eine Kardanwelle. Zur Wahl standen ein Zweisitzer mit Tank, das eher als Nutzfahrzeug einzustufen ist, und ein Fünfsitzer.
1960 beschäftigte sich Seagrave erneut mit dem Bau eines kleinen, zweitürigen Hardtop-Coupés. Der Wagen hatte 2362 mm Radstand und war 3708 mm lang. Angetrieben wurde er von einem seitengesteuerten Vierzylinder-Reihenmotor des Typs Continental F162, der 2654 cm³ Hubraum (162 c.i.) hatte und 65 bhp (48 kW) leistete. Es entstanden allerdings nur drei Prototypen, zwei mit GFK-Karosserie und einer mit Aluminiumkarosserie. Die 770 kg schweren Fahrzeuge (GFK) sollten 3000 US-Dollar kosten. Letztendlich aber entschied sich Seagrave, sich auf seine Kernkompetenz zu konzentrieren und verzichtete auf die bereits angekündigte Produktion.

## Fahrgestelle
- Marauder II – aktuell
- Marauder – eingestellt
- Attacker – aktuell
- Commercial – aktuell
- Commander II – eingestellt
- Commander – eingestellt
- Flame – eingestellt

## Feuerwehrfahrzeuge
- Pumpfahrzeuge
  - Custom Pumper
  - Commercial Pumper
  - Commercial Quick Attack Pumper
  - Custom Pumper Tanker
  - Commercial Pumper Tanker
  - Custom Rescue Pumper
  - Commercial Rescue Pumper
- Drehleitern
  - Aerialscope II Tower Ladder
  - Force Aerial Ladder
  - Meanstick Quint
  - Tractor Drawn Aerial Ladder
  - TowerMax Rear-Mount Platform Tower Ladder
  - TowerMax Mid-Mount Platform Tower Ladder
- Tankfahrzeuge
  - Custom Tanker
  - Commercial Tanker
- Rettungsfahrzeuge
  - Specialist Rescue/HazMat